# Frei.Wild
Frei.Wild est un groupe italien de rock allemand, originaire de la commune de Bressanone, dans la province autonome de Bolzano. Avec plusieurs certifications d'or et de platine en Allemagne et en Autriche, le groupe compte parmi les représentants les plus célèbres du genre. Il publie ses albums sur le label Rookies and Kings, dirigé par son chanteur Philipp Burger et son manager Stefan Harder.
Divers médias ont reproché au groupe sa proximité avec des motifs politiques de droite. Le groupe lui-même se distancie de l'extrémisme, des positions hostiles aux réfugiés et des fans qui les défendent.

## Nom
Le nom du groupe s'inspire du mot Freiwild, mais serait né de la contraction des adjectifs frei et wild. Dans les relations juridiques, le groupe se présente comme une société de droit civil sous le nom de Frei.Wild GbR Burger Forer Gargitter Notdurfter.

## Histoire

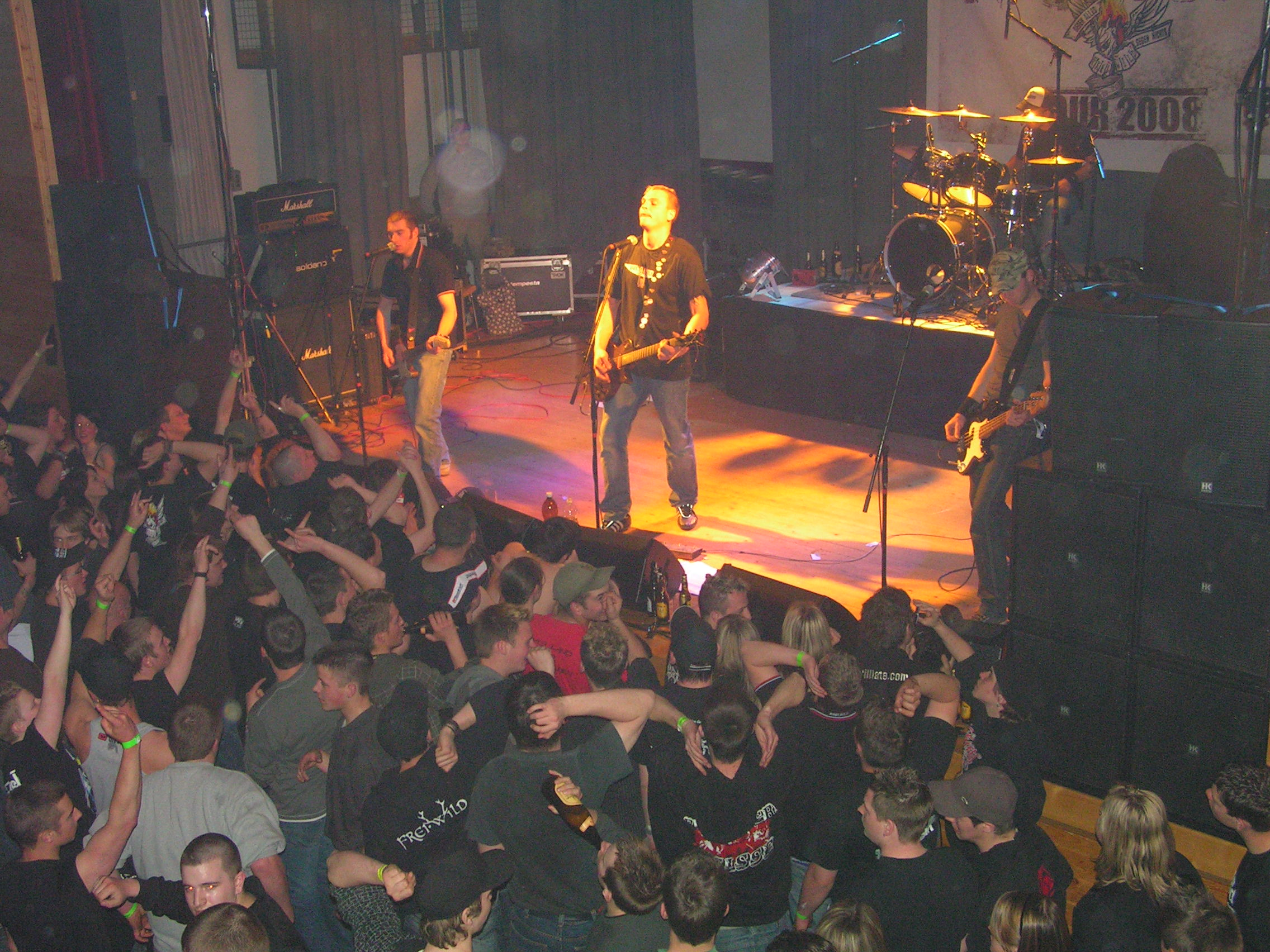
Frei.Wild en 2008.

Le groupe est formé en septembre 2001 par Philipp Burger (chant, guitare électrique) et Jonas Notdurfter (guitare électrique). Peu après, le batteur Christian Forer et le bassiste Jochen Gargitter les ont rejoints. Tous les membres du groupe sont fans des Böhsen Onkelz et d'autres groupes de rock germanophones comme Rammstein, Subway to Sally et In Extremo. Le nom du groupe est également influencé par ces groupes de rock, comme l'a raconté Philipp Burger dans une interview : « On a trouvé que les adjectifs 'Frei' et 'Wild' étaient géniaux et convenaient au son des Onkelz ! Ce sont deux mots qui sont typiques de l'attitude des jeunes ! Les deux ensemble : Frei.Wild ! Il fallait que ce soit un nom allemand, parce que Frei.Wild a et aura toujours des textes exclusivement en allemand. »
En 2002, le premier album Eines Tages sort. En 2003, le deuxième album Wo die Sonne wieder lacht sort sur le label belge Razorwire Records. Le troisième album Mensch oder Gott est annoncé pour début 2004, mais n'est sorti que le 30 juillet 2004 en raison de problèmes avec le label. Michael Clemenz fonde en avril 2005 le fan club Frei.Wild Supporters Club, en abrégé FWSC. En 2006, Michael Clemenz prend en charge, en plus du fan-club, le management du groupe. En 2006, Frei.Wild rejoint le label Asphalt Records de Magdebourg, qui rééditera son premier album. La même année, Mitten ins Herz, leur quatrième album, sort. La première édition contenait un DVD avec trois vidéos et une interview. Les pressages ultérieurs sont livrés sans DVD. En 2007, le DVD live Von nah und fern sort et en 2008, l'album Gegen alles, gegen nichts est tiré à 2 000 exemplaires, épuisés dès le premier jour. En 2009, le groupe fonde son propre label Rookies and Kings. Le 23 octobre 2009, l'album Hart am Wind sort en trois versions CD : une version standard en jewelcase avec 15 chansons, une édition spéciale en digipack avec 18 chansons, une fanbox limitée à 2 000 exemplaires qui contient, en plus du CD special edition, un paquet de merchandising, ainsi qu'une version picture-vinyle limitée à 1 000 exemplaires. Une vidéo est publiée pour le single Das Land der Vollidioten. L'album permet au groupe d'entrer pour la première fois dans les charts allemands.
Le 1er octobre 2010 sort le single Allein nach vorne, pour lequel il existe également un clip, comme pour la chanson Nicht dein Tag. L'album correspondant, Gegengift, sorti le 15 octobre 2010, atteint la deuxième place du classement des albums en Allemagne. Ce succès vaut au groupe sa première nomination pour le prix Echo décerné par la Deutsche Phono-Akademie dans la catégorie groupe rock/alternatif (national). Le 20 mai 2011, l'édition 10 ans de l'album Gegengift est publiée. Elle comprend, outre les 19 chansons de l'album, cinq nouvelles chansons et un nouvel enregistrement du morceau Schlauer als der Rest. Cet album se hisse également dans les charts (quatrième place). Avec la chanson 1000 Meilen 1000 Worte, sous le nom de projet Wilde Flamme, le groupe a soutenu le village d'enfants du Tyrol du Sud, dans les locaux duquel il avait répété en 2001, au début de sa carrière. Le groupe a fait don à l'avance d'une somme d'argent à l'organisation caritative et sort peu après un single avec des musiciens invités comme Matthias Röhr (Böhse Onkelz), Alexx (Eisbrecher), Delroy Rennalls (Mr. President), Norbert Rier (Kastelruther Spatzen), Christian Dejaco (4Twenty), Pat (Fiddler's Green) et Nord (Hämatom). Une fois le montant des dons couvert, les autres recettes ont été directement versées au village d'enfants. En 2012, le fan club du groupe fait un autre don de 5 500 euros à l'initiative ProKids de Villingen-Schwenningen.
Le 29 juillet 2016, le onzième album studio de Frei.Wild 15 Jahre Deutschrock and Skandale sort à l'occasion de l'anniversaire des 15 ans d'existence du groupe. Selon le groupe, il ne s'agit pas d'un album studio officiel, mais d'un « album-projet » offert aux fans pour les 15 ans de Frei.Wild. Ce fut le premier album studio depuis Gegengift à n'atteindre que la deuxième place du classement des albums allemands. 20 000 CD ont été offerts à l'occasion du concert d'anniversaire à la Wuhlheide de Berlin et n'ont donc pas été pris en compte pour déterminer la position dans les charts. Le 14 août 2016, le groupe annonce la fin provisoire de ses concerts à partir de décembre 2016. Le 9 juillet 2017, le groupe interrompt sa pause et publie la chanson Macht euch endlich alle platt dans le contexte des débordements dans le quartier du Schanzen à Hambourg dans le cadre du sommet du G20. Le groupe y affirme s'opposer à toute forme d'extrémisme, qu'il soit de gauche, de droite ou d'origine religieuse. Le 29 novembre 2019, leur deuxième album acoustique Still II sort avec de nouvelles chansons et des chansons déjà publiées qui sont réenregistrées avec des arrangements acoustiques. C'est le cinquième album du groupe à atteindre le sommet des charts officiels allemands.
Le 10 avril 2020, Frei.Wild sort son quinzième album studio, Corona Quarantäne Tape, en raison de la pandémie de Covid-19 et des restrictions dans la vie publique. Août 2020, les membres de Frei.Wild sortent l'album Brotherhood en collaboration avec le fabricant de motos américain Orange County Choppers sous le nom de coopération Brüder4Brothers. Avec Corona Tape II, le seizième album studio de Frei.Wild sort le 2 octobre 2020 et a atteint la deuxième place des charts allemands. Le 10 décembre 2021, le dix-septième album studio 20 Jahre - Wir schaffen Deutsch.Land sort et se classe en tête des charts allemands.

## Discographie

### Albums studio
- 2002 : Eines Tages
- 2003 : Wo die Sonne wieder lacht
- 2004 : Mensch oder Gott
- 2006 : Mitten ins Herz
- 2008 : Gegen alles, gegen nichts
- 2009 : Hart am Wind
- 2010 : Gegengift
- 2012 : Feinde deiner Feinde
- 2013 : Still
- 2015 : Opposition
- 2015 : 15 Jahre Deutschrock und SKAndale
- 2018 : Rivalen und Rebellen
- 2019 : Unsere Lieblingslieder
- 2019 : Still II
- 2020 : Corona Quarantäne Tape
- 2020 : Corona Tape II

### Albums live
- 2007 : Von nah und fern
- 2011 : Händemeer
- 2012 : Die Welt brennt – Live in Stuttgart
- 2014 : Auf stiller Fahrt
- 2014 : Live in Frankfurt: Unfassbar, unvergleichbar, unvergesslich
- 2016 : 15 Jahre mit Liebe, Stolz und Leidenschaft
- 2018 : Rivalen und Rebellen – Live + More